# Pipes of Peace
Pipes of Peace je sólové studiové album anglického hudebníka Paula McCartneyho. Vydáno bylo v říjnu roku 1983 společnostmi Parlophone (UK) a Columbia Records (USA). Nahráváno bylo v různých obdobích od října 1980 do července 1983 a jeho producentem byl George Martin. Na albu se nachází dva duety s Michaelem Jacksonem: „Say Say Say“ a „The Man“. V americké hitparádě Billboard 200 se deska umístila na patnácté příčce, v britské UK Albums Chart na čtvrté. V několika zemích se stala platinovou.

## Seznam skladeb
1. „Pipes of Peace“ – 3:56
2. „Say Say Say“ – 3:55
3. „The Other Me“ – 3:58
4. „Keep Under Cover“ – 3:05
5. „So Bad“ – 3:20
6. „The Man“ – 3:55
7. „Sweetest Little Show“ – 2:54
8. „Average Person“ – 4:33
9. „Hey Hey“ – 2:54
10. „Tug of Peace“ – 2:54
11. „Through Our Love“ – 3:28

## Obsazení
- Paul McCartney – zpěv, baskytara, kytara, klavír, klávesy, syntezátor, bicí
- Linda McCartney – klávesy, doprovodné vokály
- Michael Jackson – zpěv
- Eric Stewart – kytara, doprovodné vokály
- Denny Laine – kytara, klávesy, zpěv
- Hughie Burn – kytara
- Geoff Whitehorn – kytara
- Stanley Clarke – baskytara, zpěv
- Gavin Wright – housle
- Jerry Hey – smyčce, lesní roh
- Gary Herbig – flétna
- Chris Hammer Smith – harmonika
- Andy Mackay – saxofon
- Ernie Watts – saxofon
- Gary Grant – lesní roh
- Ringo Starr – bicí
- Steve Gadd – bicí
- Dave Mattacks – bicí
- James Kippen – tabla
- Petalozzi's Children's Choir – doprovodné vokály